# Élections cantonales de 2004 à La Réunion
Les élections cantonales ont eu lieu les 21 et 28 mars 2004.
Lors de ces élections, 25 des 49 cantons de La Réunion ont été renouvelés. Elles ont vu l'élection de la majorité de la Droite Sociale dirigée par Nassimah Dindar, succédant à Jean-Luc Poudroux, président UMP du conseil général depuis 1998.

## Résultats à l’échelle du département
Répartition départementale des résultats (2e tour).
- PCF (26,86 %)
- PS (11,09 %)
- DVG (4,48 %)
- UMP (46,29 %)
- DVD (11,28 %)

| Étiquette      | Étiquette                         | Premier tour | Premier tour | Second tour | Second tour | Sièges |
| Étiquette      | Étiquette                         | Voix         | %            | Voix        | %           | Sièges |
| -------------- | --------------------------------- | ------------ | ------------ | ----------- | ----------- | ------ |
|                | Parti communiste réunionnais      | 45 397       | 28,31        | 23 976      | 26,86       | 7      |
|                | Parti socialiste                  | 25 570       | 15,94        | 9 904       | 11,09       | 5      |
|                | Divers gauche                     | 8 585        | 5,35         | 3 997       | 4,48        | 1      |
|                | Extrême gauche                    | 2 733        | 1,70         |             |             |        |
|                | Les Verts                         | 971          | 0,61         |             |             |        |
| Gauche         | Gauche                            | 83 256       | 51,91        | 37 877      | 42,43       | 13     |
|                |                                   |              |              |             |             |        |
|                | Union pour un mouvement populaire | 47 216       | 29,44        | 41 327      | 46,29       | 9      |
|                | Divers droite                     | 28 312       | 17,65        | 10 067      | 11,28       | 3      |
| Droite         | Droite                            | 75 528       | 47,09        | 51 394      | 57,57       | 12     |
|                |                                   |              |              |             |             |        |
|                | Divers                            | 1 589        | 0,99         |             |             |        |
|                | Régionalistes                     | 11           | 0,01         |             |             |        |
|                |                                   |              |              |             |             |        |
| Inscrits       | Inscrits                          | 259 174      | 100,00       | 131 598     | 100,00      |        |
| Abstention     | Abstention                        | 87 473       | 33,75        | 35 903      | 27,28       |        |
| Votants        | Votants                           | 171 701      | 66,25        | 95 695      | 72,72       |        |
| Blancs et nuls | Blancs et nuls                    | 11 317       | 6,59         | 6 424       | 6,71        |        |
| Exprimés       | Exprimés                          | 160 384      | 93,41        | 89 271      | 93,29       |        |

## Résultats par canton

### Canton des Avirons
| Candidats      | Candidats                | Étiquette      | Premier tour | Premier tour |
| Candidats      | Candidats                | Étiquette      | Voix         | %            |
| -------------- | ------------------------ | -------------- | ------------ | ------------ |
|                | Joseph Michel Dennemont* | UMP            | 2 540        | 55,69        |
|                | Éric Léon Ferrere        | DVD            | 2 021        | 44,31        |
|                |                          |                |              |              |
| Inscrits       | Inscrits                 | Inscrits       | 6 001        | 100,00       |
| Abstention     | Abstention               | Abstention     | 1 160        | 19,33        |
| Votants        | Votants                  | Votants        | 4 841        | 80,67        |
| Blancs et nuls | Blancs et nuls           | Blancs et nuls | 280          | 5,78         |
| Exprimés       | Exprimés                 | Exprimés       | 4 561        | 94,22        |

*sortant

### Canton de L'Étang-Salé
| Candidats      | Candidats              | Étiquette      | Premier tour | Premier tour | Second tour | Second tour |
| Candidats      | Candidats              | Étiquette      | Voix         | %            | Voix        | %           |
| -------------- | ---------------------- | -------------- | ------------ | ------------ | ----------- | ----------- |
|                | Jean-Claude Lacouture* | UMP            | 2 605        | 46,12        | 3 400       | 52,56       |
|                | Fabrice André Hoarau   | PCR            | 2 087        | 36,95        | 3 069       | 47,44       |
|                | Joseph Lucien Payet    | PS             | 522          | 9,24         |             |             |
|                | Jean Claude Lucas      | DVD            | 434          | 7,68         |             |             |
|                |                        |                |              |              |             |             |
| Inscrits       | Inscrits               | Inscrits       | 8 368        | 100,00       | 8 374       | 100,00      |
| Abstention     | Abstention             | Abstention     | 2 401        | 28,69        | 1 581       | 18,88       |
| Votants        | Votants                | Votants        | 5 967        | 71,31        | 6 793       | 81,12       |
| Blancs et nuls | Blancs et nuls         | Blancs et nuls | 319          | 5,35         | 324         | 4,77        |
| Exprimés       | Exprimés               | Exprimés       | 5 648        | 94,65        | 6 469       | 95,23       |

*sortant

### Canton du Port-1
| Candidats      | Candidats                 | Étiquette      | Premier tour | Premier tour |
| Candidats      | Candidats                 | Étiquette      | Voix         | %            |
| -------------- | ------------------------- | -------------- | ------------ | ------------ |
|                | Jean-Yves Langenier*      | PCR            | 3 750        | 67,17        |
|                | Philippe André Cadet      | UMP            | 1 106        | 19,81        |
|                | Annie Christine Valentin  | DVD            | 535          | 9,58         |
|                | Marie Catherine M'Couezou | EXG            | 192          | 3,44         |
|                |                           |                |              |              |
| Inscrits       | Inscrits                  | Inscrits       | 10 063       | 100,00       |
| Abstention     | Abstention                | Abstention     | 4 078        | 40,52        |
| Votants        | Votants                   | Votants        | 5 985        | 59,48        |
| Blancs et nuls | Blancs et nuls            | Blancs et nuls | 402          | 6,72         |
| Exprimés       | Exprimés                  | Exprimés       | 5 583        | 93,28        |

*sortant

### Canton du Port-2
| Candidats      | Candidats              | Étiquette      | Premier tour | Premier tour |
| Candidats      | Candidats              | Étiquette      | Voix         | %            |
| -------------- | ---------------------- | -------------- | ------------ | ------------ |
|                | Monica Govindin*       | PCR            | 4 287        | 71,13        |
|                | Johnny Éric Deliron    | DVD            | 1 040        | 17,26        |
|                | Vincent Fabrice Defaud | DVG            | 424          | 7,04         |
|                | Philippe Azema         | EXG            | 276          | 4,58         |
|                |                        |                |              |              |
| Inscrits       | Inscrits               | Inscrits       | 11 012       | 100,00       |
| Abstention     | Abstention             | Abstention     | 4 400        | 39,96        |
| Votants        | Votants                | Votants        | 6 612        | 60,04        |
| Blancs et nuls | Blancs et nuls         | Blancs et nuls | 585          | 8,85         |
| Exprimés       | Exprimés               | Exprimés       | 6 027        | 91,15        |

*sortant

### Canton de La Possession
| Candidats      | Candidats                      | Étiquette      | Premier tour | Premier tour |
| Candidats      | Candidats                      | Étiquette      | Voix         | %            |
| -------------- | ------------------------------ | -------------- | ------------ | ------------ |
|                | Roland Adrien Robert*          | PCR            | 4 466        | 56,93        |
|                | Jean Yves Morel                | UMP            | 787          | 10,03        |
|                | Jean Hugues Savigny            | PS             | 727          | 9,27         |
|                | Jocelyn de Lavergne            | DVD            | 622          | 7,93         |
|                | Jacques Gérard Boisvilliers De | DVD            | 537          | 6,85         |
|                | Bernard Treport                | DVD            | 303          | 3,86         |
|                | Noël Jean-Yves Lefevre         | DVG            | 230          | 2,93         |
|                | Hubert Boyer                   | EXG            | 173          | 2,21         |
|                |                                |                |              |              |
| Inscrits       | Inscrits                       | Inscrits       | 13 430       | 100,00       |
| Abstention     | Abstention                     | Abstention     | 5 040        | 37,53        |
| Votants        | Votants                        | Votants        | 8 390        | 62,47        |
| Blancs et nuls | Blancs et nuls                 | Blancs et nuls | 545          | 6,50         |
| Exprimés       | Exprimés                       | Exprimés       | 7 845        | 93,50        |

*sortant

### Canton de Saint-André-1
| Candidats      | Candidats              | Étiquette      | Premier tour | Premier tour | Second tour | Second tour |
| Candidats      | Candidats              | Étiquette      | Voix         | %            | Voix        | %           |
| -------------- | ---------------------- | -------------- | ------------ | ------------ | ----------- | ----------- |
|                | Jean-Claude Ramsamy    | UMP            | 1 602        | 31,44        | 2 485       | 43,19       |
|                | Yvon Virapin-Kichenin  | PCR            | 1 368        | 26,84        | 3 269       | 56,81       |
|                | Emmanuel Seriacaroupin | PS             | 1 102        | 21,62        | Retrait     | Retrait     |
|                | Henri Calicharane      | DVD            | 484          | 9,50         |             |             |
|                | Jean René Ramsamy      | DVD            | 212          | 4,16         |             |             |
|                | Jean Philippe Desby    | DVG            | 144          | 2,83         |             |             |
|                | Fabrice Maillot        | DVG            | 73           | 1,43         |             |             |
|                | Michel Adrien Nasseau  | EXG            | 63           | 1,24         |             |             |
|                | Désiré Jules Evrin     | SE             | 48           | 0,94         |             |             |
|                |                        |                |              |              |             |             |
| Inscrits       | Inscrits               | Inscrits       | 8 201        | 100,00       | 8 201       | 100,00      |
| Abstention     | Abstention             | Abstention     | 2 790        | 34,02        | 2 116       | 25,80       |
| Votants        | Votants                | Votants        | 5 411        | 65,98        | 6 085       | 74,20       |
| Blancs et nuls | Blancs et nuls         | Blancs et nuls | 315          | 5,82         | 331         | 5,44        |
| Exprimés       | Exprimés               | Exprimés       | 5 096        | 94,18        | 5 754       | 94,56       |

*sortant

### Canton de Saint-André-2
| Candidats      | Candidats               | Étiquette      | Premier tour | Premier tour | Second tour | Second tour |
| Candidats      | Candidats               | Étiquette      | Voix         | %            | Voix        | %           |
| -------------- | ----------------------- | -------------- | ------------ | ------------ | ----------- | ----------- |
|                | Serge Antoine Camatchy  | UMP            | 2 326        | 43,71        | 2 627       | 40,48       |
|                | Éric Karl Fruteau       | PCR            | 2 257        | 42,41        | 3 863       | 59,52       |
|                | Yohan Alexandre Sautron | PS             | 484          | 9,09         |             |             |
|                | Corinne Imbola          | EXG            | 174          | 3,27         |             |             |
|                | Jean Armand Valliame    | DVD            | 81           | 1,52         |             |             |
|                |                         |                |              |              |             |             |
| Inscrits       | Inscrits                | Inscrits       | 9 056        | 100,00       | 9 056       | 100,00      |
| Abstention     | Abstention              | Abstention     | 3 328        | 36,75        | 2 284       | 25,22       |
| Votants        | Votants                 | Votants        | 5 728        | 63,25        | 6 772       | 74,78       |
| Blancs et nuls | Blancs et nuls          | Blancs et nuls | 406          | 7,09         | 282         | 4,16        |
| Exprimés       | Exprimés                | Exprimés       | 5 322        | 92,91        | 6 490       | 95,84       |

*sortant

### Canton de Saint-Benoît-2
| Candidats      | Candidats                  | Étiquette      | Premier tour | Premier tour |
| Candidats      | Candidats                  | Étiquette      | Voix         | %            |
| -------------- | -------------------------- | -------------- | ------------ | ------------ |
|                | Philippe Leconstant*       | PS             | 2 992        | 50,80        |
|                | Chantily Vital Payet       | UMP            | 1 578        | 26,79        |
|                | Jean Dominique Atchicanon  | PCR            | 1 027        | 17,44        |
|                | Serge Latchoumanin         | EXG            | 131          | 2,22         |
|                | Luders Sevamy              | DVD            | 61           | 1,04         |
|                | André Adaman               | SE             | 40           | 0,68         |
|                | Dany Harry Karl Nillameyom | DVD            | 33           | 0,56         |
|                | Joseph René Barret         | EXG            | 28           | 0,48         |
|                |                            |                |              |              |
| Inscrits       | Inscrits                   | Inscrits       | 9 644        | 100,00       |
| Abstention     | Abstention                 | Abstention     | 3 314        | 34,36        |
| Votants        | Votants                    | Votants        | 6 330        | 65,64        |
| Blancs et nuls | Blancs et nuls             | Blancs et nuls | 440          | 6,95         |
| Exprimés       | Exprimés                   | Exprimés       | 5 890        | 93,05        |

*sortant

### Canton de Saint-Denis-2
| Candidats      | Candidats                 | Étiquette      | Premier tour | Premier tour | Second tour | Second tour |
| Candidats      | Candidats                 | Étiquette      | Voix         | %            | Voix        | %           |
| -------------- | ------------------------- | -------------- | ------------ | ------------ | ----------- | ----------- |
|                | Julien Alain Zaneguy      | DVG            | 2 086        | 38,21        | 3 997       | 65,84       |
|                | Alain Mickael Nativel     | PS             | 1 476        | 27,04        | Retrait     | Retrait     |
|                | Albert Emmery Lebon       | UMP            | 1 334        | 24,44        | 2 074       | 34,16       |
|                | Jean-Paul Marius Panechou | DVG            | 292          | 5,35         |             |             |
|                | Didier Michel Lombard     | EXG            | 179          | 3,28         |             |             |
|                | Marius Francoise          | SE             | 92           | 1,69         |             |             |
|                |                           |                |              |              |             |             |
| Inscrits       | Inscrits                  | Inscrits       | 11 082       | 100,00       | 11 082      | 100,00      |
| Abstention     | Abstention                | Abstention     | 5 183        | 46,77        | 4 472       | 40,35       |
| Votants        | Votants                   | Votants        | 5 899        | 53,23        | 6 610       | 59,65       |
| Blancs et nuls | Blancs et nuls            | Blancs et nuls | 440          | 7,46         | 539         | 8,15        |
| Exprimés       | Exprimés                  | Exprimés       | 5 459        | 92,54        | 6 071       | 91,85       |

### Canton de Saint-Denis-9
| Candidats      | Candidats                          | Étiquette      | Premier tour | Premier tour | Second tour | Second tour |
| Candidats      | Candidats                          | Étiquette      | Voix         | %            | Voix        | %           |
| -------------- | ---------------------------------- | -------------- | ------------ | ------------ | ----------- | ----------- |
|                | Gérald Maillot                     | PS             | 1 658        | 39,25        | 2 917       | 62,04       |
|                | Daniel Pouny                       | UMP            | 1 150        | 27,23        | 1 785       | 37,96       |
|                | Patrick Damour                     | DVG            | 568          | 13,45        |             |             |
|                | Joseph Pascal Renaudiere De Vaux   | DVD            | 366          | 8,66         |             |             |
|                | Ferdinand Collet                   | DVG            | 184          | 4,36         |             |             |
|                | Érick Grondin                      | DVG            | 145          | 3,43         |             |             |
|                | Éric Jean Marie Soret              | EXG            | 79           | 1,87         |             |             |
|                | Jean Albert Tambouran Moutoumodely | DVG            | 74           | 1,75         |             |             |
|                |                                    |                |              |              |             |             |
| Inscrits       | Inscrits                           | Inscrits       | 7 482        | 100,00       | 7 482       | 100,00      |
| Abstention     | Abstention                         | Abstention     | 3 029        | 40,48        | 2 538       | 33,92       |
| Votants        | Votants                            | Votants        | 4 453        | 59,52        | 4 944       | 66,08       |
| Blancs et nuls | Blancs et nuls                     | Blancs et nuls | 229          | 5,14         | 242         | 4,89        |
| Exprimés       | Exprimés                           | Exprimés       | 4 224        | 94,86        | 4 702       | 95,11       |

### Canton de Saint-Joseph-1
| Candidats      | Candidats              | Étiquette      | Premier tour | Premier tour |
| Candidats      | Candidats              | Étiquette      | Voix         | %            |
| -------------- | ---------------------- | -------------- | ------------ | ------------ |
|                | Alain Henri Telegone   | PS             | 4 291        | 58,33        |
|                | Franco Loricourt       | PCR            | 1 061        | 14,42        |
|                | Dominique D'Eurveilher | UMP            | 961          | 13,06        |
|                | Didier Félix Robert    | SE             | 657          | 8,93         |
|                | Jean Bernard Huet      | DVD            | 257          | 3,49         |
|                | Jean-Yves Payet        | EXG            | 130          | 1,77         |
|                |                        |                |              |              |
| Inscrits       | Inscrits               | Inscrits       | 11 197       | 100,00       |
| Abstention     | Abstention             | Abstention     | 3 359        | 30,00        |
| Votants        | Votants                | Votants        | 7 838        | 70,00        |
| Blancs et nuls | Blancs et nuls         | Blancs et nuls | 481          | 6,14         |
| Exprimés       | Exprimés               | Exprimés       | 7 357        | 93,86        |

### Canton de Saint-Joseph-2
| Candidats      | Candidats              | Étiquette      | Premier tour | Premier tour |
| Candidats      | Candidats              | Étiquette      | Voix         | %            |
| -------------- | ---------------------- | -------------- | ------------ | ------------ |
|                | Patrick Axel Lebreton  | PS             | 4 736        | 70,32        |
|                | Reine Josie Hoareau    | UMP            | 962          | 14,28        |
|                | Mario Lebon            | EXG            | 292          | 4,34         |
|                | Jean-François Lebreton | DVD            | 281          | 4,17         |
|                | David Max Lebon        | PCR            | 260          | 3,86         |
|                | Alexandre Colette      | SE             | 204          | 3,03         |
|                |                        |                |              |              |
| Inscrits       | Inscrits               | Inscrits       | 10 679       | 100,00       |
| Abstention     | Abstention             | Abstention     | 3 554        | 33,28        |
| Votants        | Votants                | Votants        | 7 125        | 66,72        |
| Blancs et nuls | Blancs et nuls         | Blancs et nuls | 390          | 5,47         |
| Exprimés       | Exprimés               | Exprimés       | 6 735        | 94,53        |

### Canton de Saint-Louis-1
| Candidats      | Candidats                 | Étiquette      | Premier tour | Premier tour | Second tour | Second tour |
| Candidats      | Candidats                 | Étiquette      | Voix         | %            | Voix        | %           |
| -------------- | ------------------------- | -------------- | ------------ | ------------ | ----------- | ----------- |
|                | Cyrille Hamilcaro*        | UMP            | 5 749        | 48,83        | 6 905       | 52,27       |
|                | Claude Henri Hoarau       | PCR            | 5 363        | 45,55        | 6 306       | 47,73       |
|                | Jean Michel Riviere       | DVD            | 248          | 2,11         |             |             |
|                | Maryvonne Hamono          | PS             | 166          | 1,41         |             |             |
|                | Jean Aniel Vinguedassalom | DVD            | 107          | 0,91         |             |             |
|                | Jean Boqui-Queni          | DVG            | 72           | 0,61         |             |             |
|                | Paul Techer               | EXG            | 69           | 0,59         |             |             |
|                |                           |                |              |              |             |             |
| Inscrits       | Inscrits                  | Inscrits       | 16 090       | 100,00       | 16 097      | 100,00      |
| Abstention     | Abstention                | Abstention     | 3 908        | 24,29        | 2 473       | 15,36       |
| Votants        | Votants                   | Votants        | 12 182       | 75,71        | 13 624      | 84,64       |
| Blancs et nuls | Blancs et nuls            | Blancs et nuls | 408          | 3,35         | 413         | 3,03        |
| Exprimés       | Exprimés                  | Exprimés       | 11 774       | 96,65        | 13 211      | 96,97       |

*sortant

### Canton de Saint-Louis-2
| Candidats      | Candidats              | Étiquette      | Premier tour | Premier tour |
| Candidats      | Candidats              | Étiquette      | Voix         | %            |
| -------------- | ---------------------- | -------------- | ------------ | ------------ |
|                | Yvon Paul Bello*       | PCR            | 5 326        | 51,41        |
|                | Jean-Louis Viadere     | UMP            | 4 225        | 40,79        |
|                | Louis Bertrand Grondin | PS             | 518          | 5,00         |
|                | Jean Philippe Techer   | DVD            | 290          | 2,80         |
|                |                        |                |              |              |
| Inscrits       | Inscrits               | Inscrits       | 14 722       | 100,00       |
| Abstention     | Abstention             | Abstention     | 3 721        | 25,28        |
| Votants        | Votants                | Votants        | 11 001       | 74,72        |
| Blancs et nuls | Blancs et nuls         | Blancs et nuls | 642          | 5,84         |
| Exprimés       | Exprimés               | Exprimés       | 10 359       | 94,16        |

*sortant

### Canton de Cilaos
| Candidats      | Candidats              | Étiquette      | Premier tour | Premier tour |
| Candidats      | Candidats              | Étiquette      | Voix         | %            |
| -------------- | ---------------------- | -------------- | ------------ | ------------ |
|                | Paul Franco Techer*    | UMP            | 1 847        | 50,98        |
|                | Jacques Charles Techer | PCR            | 1 618        | 44,66        |
|                | Franck Agricol Dijoux  | DVD            | 84           | 2,32         |
|                | Rock Huguet Dijoux     | PS             | 63           | 1,74         |
|                | Jean Roland Ango       | REG            | 11           | 0,30         |
|                |                        |                |              |              |
| Inscrits       | Inscrits               | Inscrits       | 4 570        | 100,00       |
| Abstention     | Abstention             | Abstention     | 880          | 19,26        |
| Votants        | Votants                | Votants        | 3 690        | 80,74        |
| Blancs et nuls | Blancs et nuls         | Blancs et nuls | 67           | 1,82         |
| Exprimés       | Exprimés               | Exprimés       | 3 623        | 98,18        |

*sortant

### Canton de Saint-Paul-1
| Candidats      | Candidats                 | Étiquette      | Premier tour | Premier tour | Second tour | Second tour |
| Candidats      | Candidats                 | Étiquette      | Voix         | %            | Voix        | %           |
| -------------- | ------------------------- | -------------- | ------------ | ------------ | ----------- | ----------- |
|                | Jean-Marc Benard          | UMP            | 2 378        | 45,90        | 3 166       | 55,27       |
|                | Hary Jean Marc Mardenalom | PS             | 1 429        | 27,58        | 2 562       | 44,73       |
|                | Érick Gangama             | DVD            | 422          | 8,15         |             |             |
|                | Jean Roland Marbois       | DVD            | 307          | 5,93         |             |             |
|                | Ibrahim Banguy            | DVD            | 226          | 4,36         |             |             |
|                | André Djunia              | DVD            | 176          | 3,40         |             |             |
|                | Marie Roselyne Legentil   | EXG            | 139          | 2,68         |             |             |
|                | Marie Claude Law Wai      | DVD            | 104          | 2,01         |             |             |
|                | Emile Chane Tou Ky        | DVD            | 0            | 0,00         |             |             |
|                |                           |                |              |              |             |             |
| Inscrits       | Inscrits                  | Inscrits       | 8 873        | 100,00       | 8 802       | 100,00      |
| Abstention     | Abstention                | Abstention     | 3 203        | 36,10        | 2 596       | 29,49       |
| Votants        | Votants                   | Votants        | 5 670        | 63,90        | 6 206       | 70,51       |
| Blancs et nuls | Blancs et nuls            | Blancs et nuls | 489          | 8,62         | 478         | 7,70        |
| Exprimés       | Exprimés                  | Exprimés       | 5 181        | 91,38        | 5 728       | 92,30       |

### Canton de Saint-Paul-3
| Candidats      | Candidats                   | Étiquette      | Premier tour | Premier tour | Second tour | Second tour |
| Candidats      | Candidats                   | Étiquette      | Voix         | %            | Voix        | %           |
| -------------- | --------------------------- | -------------- | ------------ | ------------ | ----------- | ----------- |
|                | Gilbert Gabriel Mardenalom  | UMP            | 2 581        | 34,27        | 3 656       | 44,27       |
|                | François Lea                | DVD            | 1 099        | 14,59        | 4 603       | 55,73       |
|                | Josselyn Flahaut            | PCR            | 1 058        | 14,05        |             |             |
|                | Alain Jean D'Apaya Gadabaya | PS             | 999          | 13,26        |             |             |
|                | Clovis Pavaye               | DVG            | 745          | 9,89         |             |             |
|                | Marcel Lebon                | DVD            | 721          | 9,57         |             |             |
|                | Esther René Hoareau         | EXG            | 205          | 2,72         |             |             |
|                | Félix Georges Puylaurent    | DVD            | 124          | 1,65         |             |             |
|                |                             |                |              |              |             |             |
| Inscrits       | Inscrits                    | Inscrits       | 13 350       | 100,00       | 13 360      | 100,00      |
| Abstention     | Abstention                  | Abstention     | 4 911        | 36,79        | 3 996       | 29,91       |
| Votants        | Votants                     | Votants        | 8 439        | 63,21        | 9 364       | 70,09       |
| Blancs et nuls | Blancs et nuls              | Blancs et nuls | 907          | 10,75        | 1 105       | 11,80       |
| Exprimés       | Exprimés                    | Exprimés       | 7 532        | 89,25        | 8 259       | 88,20       |

### Canton de Saint-Paul-4
| Candidats      | Candidats               | Étiquette      | Premier tour | Premier tour | Second tour | Second tour |
| Candidats      | Candidats               | Étiquette      | Voix         | %            | Voix        | %           |
| -------------- | ----------------------- | -------------- | ------------ | ------------ | ----------- | ----------- |
|                | Teddy Jean-Michel Soret | UMP            | 2 272        | 34,27        | 3 597       | 50,06       |
|                | Jean-Marc Gamarus       | PCR            | 1 301        | 19,63        | 3 588       | 49,94       |
|                | Jean Christian Felicite | DVD            | 968          | 14,60        |             |             |
|                | Alex Vingadassamy       | DVD            | 769          | 11,60        |             |             |
|                | Jean-Éric Camian        | DVG            | 577          | 8,70         |             |             |
|                | Bernard Justin Law Wai  | DVD            | 285          | 4,30         |             |             |
|                | Jean Aye                | DVD            | 177          | 2,67         |             |             |
|                | Marie Anésie Myscile    | EXG            | 140          | 2,11         |             |             |
|                | Yves Crépin Ravenne     | DVD            | 140          | 2,11         |             |             |
|                |                         |                |              |              |             |             |
| Inscrits       | Inscrits                | Inscrits       | 11 149       | 100,00       | 11 149      | 100,00      |
| Abstention     | Abstention              | Abstention     | 3 899        | 34,97        | 3 214       | 28,83       |
| Votants        | Votants                 | Votants        | 7 250        | 65,03        | 7 935       | 71,17       |
| Blancs et nuls | Blancs et nuls          | Blancs et nuls | 621          | 8,57         | 750         | 9,45        |
| Exprimés       | Exprimés                | Exprimés       | 6 629        | 91,43        | 7 185       | 90,55       |

### Canton de Saint-Paul-5
| Candidats      | Candidats                      | Étiquette      | Premier tour | Premier tour | Second tour | Second tour |
| Candidats      | Candidats                      | Étiquette      | Voix         | %            | Voix        | %           |
| -------------- | ------------------------------ | -------------- | ------------ | ------------ | ----------- | ----------- |
|                | Rico Floriant*                 | UMP            | 2 219        | 30,46        | 3 947       | 50,42       |
|                | Jean-Claude Melin              | PCR            | 1 502        | 20,62        | 3 881       | 49,58       |
|                | Henri Vergoz                   | DVD            | 1 235        | 16,95        |             |             |
|                | Jean-Marie Lasson              | PS             | 922          | 12,66        |             |             |
|                | Jean Roger Erpeldinger         | Verts          | 695          | 9,54         |             |             |
|                | Jean Guylain Moutama Chediapin | SE             | 230          | 3,16         |             |             |
|                | Jean Alain Lafitte             | DVD            | 206          | 2,83         |             |             |
|                | Marc Joseph Wolff              | DVD            | 160          | 2,20         |             |             |
|                | Jean Charles Aure              | SE             | 116          | 1,59         |             |             |
|                |                                |                |              |              |             |             |
| Inscrits       | Inscrits                       | Inscrits       | 13 577       | 100,00       | 13 577      | 100,00      |
| Abstention     | Abstention                     | Abstention     | 5 602        | 41,26        | 4 847       | 35,70       |
| Votants        | Votants                        | Votants        | 7 975        | 58,74        | 8 730       | 64,30       |
| Blancs et nuls | Blancs et nuls                 | Blancs et nuls | 690          | 8,65         | 902         | 10,33       |
| Exprimés       | Exprimés                       | Exprimés       | 7 285        | 91,35        | 7 828       | 89,67       |

*sortant

### Canton de Saint-Philippe
| Candidats      | Candidats               | Étiquette      | Premier tour | Premier tour | Second tour | Second tour |
| Candidats      | Candidats               | Étiquette      | Voix         | %            | Voix        | %           |
| -------------- | ----------------------- | -------------- | ------------ | ------------ | ----------- | ----------- |
|                | Hugues Salvan*          | UMP            | 1 118        | 39,49        | 1 551       | 51,60       |
|                | Fridelin Courtois       | DVD            | 577          | 20,38        | 1 455       | 48,40       |
|                | Jules Wilfrid Bertile   | DVG            | 490          | 17,31        | Retrait     | Retrait     |
|                | Thierry Ah Nieme        | PS             | 281          | 9,93         |             |             |
|                | Jean Alix Etheve        | PS             | 217          | 7,67         |             |             |
|                | Joseph Calvert Leichnig | PCR            | 148          | 5,23         |             |             |
|                |                         |                |              |              |             |             |
| Inscrits       | Inscrits                | Inscrits       | 3 925        | 100,00       | 3 925       | 100,00      |
| Abstention     | Abstention              | Abstention     | 966          | 24,61        | 750         | 19,11       |
| Votants        | Votants                 | Votants        | 2 959        | 75,39        | 3 175       | 80,89       |
| Blancs et nuls | Blancs et nuls          | Blancs et nuls | 128          | 4,33         | 169         | 5,32        |
| Exprimés       | Exprimés                | Exprimés       | 2 831        | 95,67        | 3 006       | 94,68       |

*sortant

### Canton de Sainte-Marie
| Candidats      | Candidats                  | Étiquette      | Premier tour | Premier tour |
| Candidats      | Candidats                  | Étiquette      | Voix         | %            |
| -------------- | -------------------------- | -------------- | ------------ | ------------ |
|                | Jean-Louis Lagourgue       | DVD            | 5 507        | 56,76        |
|                | Saminadin Axel Kichenin    | DVG            | 1 900        | 19,58        |
|                | Didier Jean F Gopal        | PS             | 1 303        | 13,43        |
|                | Daniel Marie Jean Baptiste | PCR            | 462          | 4,76         |
|                | Jean-Luc Payet             | EXG            | 142          | 1,46         |
|                | Gervais Jules Lebreton     | DVG            | 122          | 1,26         |
|                | Christophe Pigeon          | SE             | 114          | 1,18         |
|                | Marcel Richemon Ramaco     | DVG            | 98           | 1,01         |
|                | Jean-Georges Namaye        | DVG            | 54           | 0,56         |
|                |                            |                |              |              |
| Inscrits       | Inscrits                   | Inscrits       | 17 558       | 100,00       |
| Abstention     | Abstention                 | Abstention     | 7 320        | 41,69        |
| Votants        | Votants                    | Votants        | 10 238       | 58,31        |
| Blancs et nuls | Blancs et nuls             | Blancs et nuls | 536          | 5,24         |
| Exprimés       | Exprimés                   | Exprimés       | 9 702        | 94,76        |

### Canton de Sainte-Suzanne
| Candidats      | Candidats                     | Étiquette      | Premier tour | Premier tour |
| Candidats      | Candidats                     | Étiquette      | Voix         | %            |
| -------------- | ----------------------------- | -------------- | ------------ | ------------ |
|                | Maurice Gironcel              | PCR            | 6 072        | 66,11        |
|                | Marie Nadia Ramassamy         | DVD            | 2 026        | 22,06        |
|                | Julius Antonio Grondin        | DVD            | 475          | 5,17         |
|                | Guy Soubaya Camatchy Ariguelo | UMP            | 263          | 2,86         |
|                | Michel Maillot                | DVD            | 261          | 2,84         |
|                | Juanito Bruno                 | SE             | 53           | 0,58         |
|                | Jackson Moidinecouty Patouma  | SE             | 35           | 0,38         |
|                |                               |                |              |              |
| Inscrits       | Inscrits                      | Inscrits       | 13 512       | 100,00       |
| Abstention     | Abstention                    | Abstention     | 3 797        | 28,10        |
| Votants        | Votants                       | Votants        | 9 715        | 71,90        |
| Blancs et nuls | Blancs et nuls                | Blancs et nuls | 530          | 5,46         |
| Exprimés       | Exprimés                      | Exprimés       | 9 185        | 94,54        |

### Canton de Salazie
| Candidats      | Candidats                 | Étiquette      | Premier tour | Premier tour |
| Candidats      | Candidats                 | Étiquette      | Voix         | %            |
| -------------- | ------------------------- | -------------- | ------------ | ------------ |
|                | Stéphane Michel Fouassin* | UMP            | 2 038        | 59,52        |
|                | Hilaire Maillot           | DVD            | 786          | 22,96        |
|                | Benjamin Hugues Pause     | DVG            | 307          | 8,97         |
|                | Jean-Jacques Grondin      | PS             | 249          | 7,27         |
|                | Maurice Macoral           | DVD            | 44           | 1,29         |
|                |                           |                |              |              |
| Inscrits       | Inscrits                  | Inscrits       | 5 142        | 100,00       |
| Abstention     | Abstention                | Abstention     | 1 526        | 29,68        |
| Votants        | Votants                   | Votants        | 3 616        | 70,32        |
| Blancs et nuls | Blancs et nuls            | Blancs et nuls | 192          | 5,31         |
| Exprimés       | Exprimés                  | Exprimés       | 3 424        | 94,69        |

*sortant

### Canton du Tampon-2
| Candidats      | Candidats              | Étiquette      | Premier tour | Premier tour | Second tour | Second tour |
| Candidats      | Candidats              | Étiquette      | Voix         | %            | Voix        | %           |
| -------------- | ---------------------- | -------------- | ------------ | ------------ | ----------- | ----------- |
|                | Maryse Mussard         | UMP            | 2 468        | 41,44        | 2 544       | 38,82       |
|                | Maurice Christo Hoarau | DVD            | 1 961        | 32,92        | 4 009       | 61,18       |
|                | René Max Sery          | PCR            | 821          | 13,78        |             |             |
|                | Patrick Blard          | DVD            | 430          | 7,22         |             |             |
|                | Claude Joseph Pothin   | Verts          | 276          | 4,63         |             |             |
|                |                        |                |              |              |             |             |
| Inscrits       | Inscrits               | Inscrits       | 8 312        | 100,00       | 8 314       | 100,00      |
| Abstention     | Abstention             | Abstention     | 1 964        | 23,63        | 1 525       | 18,34       |
| Votants        | Votants                | Votants        | 6 348        | 76,37        | 6 789       | 81,66       |
| Blancs et nuls | Blancs et nuls         | Blancs et nuls | 392          | 6,18         | 236         | 3,48        |
| Exprimés       | Exprimés               | Exprimés       | 5 956        | 93,82        | 6 553       | 96,52       |

### Canton du Tampon-4
| Candidats      | Candidats           | Étiquette      | Premier tour | Premier tour | Second tour | Second tour |
| Candidats      | Candidats           | Étiquette      | Voix         | %            | Voix        | %           |
| -------------- | ------------------- | -------------- | ------------ | ------------ | ----------- | ----------- |
|                | Jacquet Hoarau      | UMP            | 3 107        | 43,42        | 3 590       | 44,79       |
|                | Jean-Jacques Vlody  | PS             | 1 435        | 20,05        | 4 425       | 55,21       |
|                | Marie-Hélène Berne  | PCR            | 1 163        | 16,25        |             |             |
|                | Henri Edmond Lauret | DVD            | 1 130        | 15,79        |             |             |
|                | Marthe Marie Gasp   | EXG            | 321          | 4,49         |             |             |
|                |                     |                |              |              |             |             |
| Inscrits       | Inscrits            | Inscrits       | 12 179       | 100,00       | 12 179      | 100,00      |
| Abstention     | Abstention          | Abstention     | 4 140        | 33,99        | 3 511       | 28,83       |
| Votants        | Votants             | Votants        | 8 039        | 66,01        | 8 668       | 71,17       |
| Blancs et nuls | Blancs et nuls      | Blancs et nuls | 883          | 10,98        | 653         | 7,53        |
| Exprimés       | Exprimés            | Exprimés       | 7 156        | 89,02        | 8 015       | 92,47       |